# مجد حمصي
مجد حمصي لاعب كرة قدم سوري، يلعب مدافع في نادي الاتحاد السوري في مدينة حلب.

## وصلات خارجية
- مجد حمصي على موقع قاعدة بيانات كرة القدم.إي يو (الإنجليزية)
- مجد حمصي على موقع ناشيونال فوتبول تيمز (الإنجليزية)
- مجد حمصي على موقع عالم كرة القدم.نت (الإنجليزية)